# Comuna Lukî, Malîn
Lukî (în ucraineană Луківська сільська рада) este o comună în raionul Malîn, regiunea Jîtomîr, Ucraina, formată din satele Bucikî, Bukî, Lukî (reședința), Sîcivka și Zabrane.

## Demografie
Componența lingvistică a comunei Lukî
     Ucraineană (97,87%)
     Rusă (1,91%)
     Alte limbi (0,11%)
Conform recensământului din 2001, majoritatea populației comunei Lukî era vorbitoare de ucraineană (97,87%), existând în minoritate și vorbitori de rusă (1,91%).